# Campionato europeo maschile under 19 di calcio 2006
Il Campionato europeo di calcio Under-19 2006, 54ª edizione del Campionato europeo di calcio Under-19 organizzato dalla UEFA, si svolge in Polonia dal 18 al 29 luglio 2006.

## Squadre

### Squadre qualificate
| Squadra    |
| ---------- |
| Austria    |
| Belgio     |
| Polonia    |
| Portogallo |
| Rep. Ceca  |
| Scozia     |
| Spagna     |
| Turchia    |

## Gli stadi
Sono sei gli stadi scelti per ospitare la manifestazione:
| Città                 | Stadio             | Capacità |
| --------------------- | ------------------ | -------- |
| Poznań                | Stadion Miejski    | 24.166   |
| Grodzisk Wielkopolski | Stadion Dyskobolia | 5.383    |
| Wronki                | Stadion Amica      | 5.296    |
| Szamotuły             | Stadion OSiR       | 3.000    |
| Swarzędz              | Stadion Miejski    | 1.500    |
| Pobiedziska           | Stadion Huraganu   | 1.500    |

## Gironi finali
| Leggenda                                                    |
| ----------------------------------------------------------- |
| Qualificate alla semifinale e per il Mondiale Under-20 2007 |
| Qualificata per il Mondiale Under-20 2007                   |

### Girone A

#### Classifica
| Squadre   | Punti | G | V | N | P | GF | GS | DR |
| --------- | ----- | - | - | - | - | -- | -- | -- |
| Rep. Ceca | 6     | 3 | 2 | 0 | 1 | 7  | 5  | +2 |
| Austria   | 6     | 3 | 2 | 0 | 1 | 6  | 4  | +2 |
| Polonia   | 3     | 3 | 1 | 0 | 2 | 4  | 4  | 0  |
| Belgio    | 3     | 3 | 1 | 0 | 2 | 6  | 10 | -4 |

#### Risultati
| Arbitro: | Novo Panic |

|                                                   |           |                        |
| Lamah 12’ 32’ (rig.) Švec 36’ (aut.) Mirallas 57’ | Marcatori | 14’ Fenin 84’ Streštík |

| Arbitro: | Herve Piccirillo |

|  |           |            |
|  | Marcatori | 75’ Hoffer |

| Arbitro: | Pavel Cristian Balaj |

|            |           |                                         |
| Hoffer 76’ | Marcatori | 34’ (rig.) Mareš 37’ Janda 49’ Streštík |

| Arbitro: | Ivan Bebek |

|                                   |           |           |
| Janczyk 10’ 43’ 58’ Marciniak 89’ | Marcatori | 62’ Lamah |

| Arbitro: | Jonas Eriksson |

|                        |           |  |
| Streštík 43’ Fenin 82’ | Marcatori |  |

| Arbitro: | Kristinn Jakobsson |

|                                            |           |          |
| Hoffer 16’ 54’ Madl 82’ Gramann 86’ (rig.) | Marcatori | 51’ Moia |

### Girone B

#### Classifica
| Squadre    | Punti | G | V | N | P | GF | GS | DR |
| ---------- | ----- | - | - | - | - | -- | -- | -- |
| Spagna     | 7     | 3 | 2 | 1 | 0 | 10 | 4  | +6 |
| Scozia     | 4     | 3 | 1 | 1 | 1 | 5  | 8  | -3 |
| Portogallo | 3     | 3 | 0 | 3 | 0 | 7  | 7  | =  |
| Turchia    | 1     | 3 | 0 | 1 | 2 | 9  | 12 | -3 |

#### Risultati
| Arbitro: | Kristinn Jakobsson |

|                                               |           |                                         |
| Bueno 18’ Mata 32’, 37’, 90+2’ Toni Calvo 53’ | Marcatori | 27’, 61’ Ilhan Parlak 64’ Mevlüt Erdinç |

| Arbitro: | Pavel Cristian Balaj |

|                        |           |                                |
| Fletcher 10’ Grant 29’ | Marcatori | 72’ (aut.) Cave-Brown 78’ Gama |

| Arbitro: | Jonas Eriksson |

|  |           |                                    |
|  | Marcatori | 17’ Bueno 27’, 51’ Piqué 86’ Mario |

| Arbitro: | Novo Panic |

|                                                 |           |                                                       |
| Hélder 7’ Diogo Tavares 31’ 49’ Gama 73’ (rig.) | Marcatori | 33’ (goal), 68’, 90+5’ Ilhan Parlak 71’ Mevlüt Erdinç |

| Arbitro: | Herve Piccirillo |

|                 |           |           |
| Gama 21’ (rig.) | Marcatori | 47’ César |

| Arbitro: | Ivan Bebek |

|                         |           |                                                     |
| Cafercan 68’ 72’ (rig.) | Marcatori | 42’ (aut.) Ilhan Parlak 46’ McGlinchey 63’ Fletcher |

## Fase a eliminazione diretta
|  | Semifinali | Semifinali | Semifinali |        |        | Finale | Finale | Finale |  |
|  |            |            |            |        |        |        |        |        |  |
|  | 1A         | Rep. Ceca  | 0          |        |        |        |        |        |  |
|  | 1A         | Rep. Ceca  | 0          |        |        |        |        |        |  |
|  | 2B         | Scozia     | 1          |        |        |        |        |        |  |
|  | 2B         | Scozia     | 1          |        | Scozia | Scozia | 1      |        |  |
|  |            |            |            |        | Scozia | Scozia | 1      |        |  |
|  |            |            | Spagna     | Spagna | 2      |        |        |        |  |
|  | 1B         | Spagna     | Spagna     | Spagna | 2      | 5      |        |        |  |
|  | 1B         | Spagna     |            |        |        |        |        |        |  |
|  | 2A         | Austria    | 0          |        |        |        |        |        |  |

### Semifinali
| Arbitro: | Herve Piccirillo |

|  |           |            |
|  | Marcatori | 47’ Elliot |

| Arbitro: | Jonas Eriksson |

|                                                     |           |  |
| Jeffrén 34’ Javi García 42’ 80’ Mario 72’ Bueno 88’ | Marcatori |  |

### Finale
| Arbitro: | Kristinn Jakobsson |

|             |           |                     |
| Dorrans 87’ | Marcatori | 51’, 71’ Toni Calvo |

| SCOZIA:                     |    |                    |     |     |
|                             |    |                    |     |     |
| P                           | 1  | Andrew McNeil      |     |     |
| DD                          | 2  | Andrew Cave-Brown  |     |     |
| DC                          | 6  | Scott Cuthbert     |     |     |
| DC                          | 19 | Jamie Adams        |     |     |
| DS                          | 3  | Lee Wallace        |     |     |
| CD                          | 7  | Simon Ferry        |     |     |
| CC                          | 16 | Greg Cameron       |     | 74’ |
| CC                          | 4  | Charles Grant      |     |     |
| CC                          | 15 | Ryan Conroy        |     | 78’ |
| CS                          | 10 | Michael McGlinchey |     |     |
| A                           | 8  | Calum Elliot       |     |     |
| Sostituzioni:               |    |                    |     |     |
| C                           | 17 | Brian Gilmour      |     | 78’ |
| A                           | 14 | Graham Dorrans     | 87’ | 74’ |
| CT:                         |    |                    |     |     |
| Archie Gemmill Tommy Wilson |    |                    |     |     |

| SPAGNA:        |    |                         |         |     |
|                |    |                         |         |     |
| P              | 1  | Antonio Adán            |         |     |
| DC             | 2  | Antonio Barragán        |         |     |
| DC             | 4  | Marc Valiente           |         |     |
| DC             | 5  | Gerard Piqué            |         |     |
| CDD            | 6  | Mario Suárez Mata       |         |     |
| CC             | 7  | Toni Calvo              |         | 71’ |
| CC             | 8  | Javi García             |         |     |
| CC             | 11 | Diego Capel             |         | 86’ |
| CDS            | 12 | Robert Canella          |         |     |
| AC             | 16 | Juan Manuel Mata García |         |     |
| AC             | 18 | Alberto Bueno           | 51’ 71’ |     |
| Sostituzioni:  |    |                         |         |     |
| CC             | 10 | Esteban Granero         |         | 86’ |
| A              | 15 | Jeffrén Suárez          |         | 71’ |
| CT:            |    |                         |         |     |
| Gines Melendez |    |                         |         |     |

- Arbitro:  Kristinn Jakobsson
- Guardalinee:  Irina Mirt,  Nicholas De Batista
- Quarto uomo:  Ivan Bebek

## Classifica marcatori
5 gol
- Ilhan Parlak

4 gol
- Erwin Hoffer

3 gol
- Roland Lamah (1 rig.)
- Dawid Janczyk
- Bruno Gama (2 rig.)
- Marek Streštík
- Alberto Bueno, Toni Calvo, Juan Manuel Mata García

2 gol
- Diogo Tavares
- Martin Fenin
- Steven Fletcher
- Francisco Javier García, Mario Suárez Mata, Gerard Piqué
- Cafercan Aksu (1 rig.), Mevlüt Erdinç

1 gol
- Michael Madl, Daniel Gramann (rig.)
- Kevin Mirallas, Massimo Moia
- Artur Marciniak
- Hélder Barbosa
- Petr Janda, Jakub Mareš
- Graham Dorrans, Calum Elliot, Charles Grant, Michael McGlinchey
- César Díaz, Jeffrén Suárez

1 autorete
- Michal Švec
- Andrew Cave-Brown
- Ilhan Parlak

## Ufficiali di gara

### Arbitri
- Pavel Cristian Balaj
- Ivan Bebek
- Jonas Eriksson
- Kristinn Jakobsson
- Novo Panic
- Herve Piccirillo